# عطالله حنا
عطالله حنا (ولد في الرامة في عام 1965) ودرس اليونانية في القدس، وأكمل دراساته في اليونان حيث حصل على ماجستير اللاهوت من جامعة تسالونيكي عام 1991.
بعد عودته للقدس، عين راهبا في كنيسة القيامة في العام نفسه. وكناشط في الحياة العامة، فهو المدير والمتحدث العربي باسم البطريركية، وقام بالتدريس في المدارس المحلية، وحاضر عن المسيحية في كلية المعلمين العرب في حيفا. وقد حصل على دكتوراه فخرية في اللاهوت من المعهد اللاهوتي في صوفيا، بلغاريا. وعلى لقب أرشمندريت.

## المواقف السياسية وردود فعل السلطات
وفي أوائل 2010 نادى المطران حنا عطا الله بوثيقة تهدف إلى مخاطبة الغرب وخصوصاً الكنائس الغربية من أجل الدفاع عن القدس والقضية الفلسطينية.
وتعتبر الوثيقة الصادرة باللغات العربية والإنجليزية والفرنسية والألمانية مناشدة ورسالة من مسيحيى الأراضي المقدسة إلى كافة مسيحيى العالم بضرورة التحرك من أجل حماية المقدسات في فلسطين وتحديداً في مدينة القدس لما تمثله من مكانة دينية خاصة لدى الطوائف المسيحية في شتى بقاع العالم.
وطالب المطران من خلال الوثيقة المجتمع الدولي بوقفة حقّ تجاه ما يواجهه الشعب الفلسطيني من ظُلم وتشريد ومعاناة وتمييز عُنصريّ على مدى ستة عقود، وقال في الوثيقة أن الاحتلال العسكريّ لفلسطين خطيئة ضد الله والإنسان لا تغتفر إلا بالسلام العادل وتحقيق المساواة.
في ديسمبر 2019 تعرض لحادثة تسميم قد تكون قد دبرتها السلطات الإسرائيلية.